# (23642) 1997 AD15
1997 أي دي 15 (ويعرف أيضًا باسم (23642) 1997 أي دي 15 وفق تسمية الكوكب الصغير) (بالإنجليزية: 1997 AD15)‏ هو كويكب ضمن حزام الكويكبات؛ وترتيبه 23642 من حيث الاكتشاف.
اكتُشف هذا الجُرم الفلكي بواسطة تاكيشي أوراتا ‏ في 9 يناير 1997.

## وصلات خارجية
- (23642) 1997 AD15 في قاعدة بيانات مختبر الدفع النفاث لأجرام النظام الشمسي الصغيرة

- الاكتشاف · مخطط المدار ·  العناصر المدارية · المعلمات المادية

- (23642) 1997 AD15 على موقع ويكي سكاي: DSS2, SDSS, GALEX, IRAS, Hydrogen α, X-Ray, Astrophoto, Sky Map, Articles and images